# Леон, Диего (парагвайский футболист)
Дие́го Баси́лио Лео́н Бла́нко (исп. Diego Basilio León Blanco; родился 3 апреля 2007) — парагвайский футболист, левый защитник английского клуба «Манчестер Юнайтед».

## Клубная карьера
Воспитанник футбольной академии клуба «Серро Портеньо». В основном составе клуба дебютировал 1 августа 2024 года в матче первого тура Клаусуры Парагвая против «Спортиво Амелиано», забив единственный гол в этой игре, который принёс его клубу победу. 9 августа забил свой второй гол в Клаусуре в матче против клуба «Хенераль Кабальеро».
5 июля 2025 года перешёл в английский клуб «Манчестер Юнайтед».

## Карьера в сборной
В 2025 году дебютировал за сборную Парагвая до 20 года, сыграв на чемпионате Южной Америки (до 20 лет). 16 февраля 2025 года забил гол в матче против сборной Аргентины.